# 温泉幼精小箱根
《温泉幼精小箱根》是漫畫家由伊大輔所作的日本漫畫作品，2012年12月至2014年4月連載於網路漫畫網站《COMIC流星（COMICメテオ）》。2015年7月1日宣佈電視動畫化的決定，10月播出。

## 故事簡介
降臨到溫泉街的溫泉精靈「箱根」，由於經過漫長沉睡、令她的外表變成幼女一般。碰巧遇見箱根降臨的高中生「冬哉」，在不知不覺間演變成必須幫助她恢復原本力量的情況，並被她使得團團轉的輕鬆喜劇。

## 登場角色
箱根（聲：小野早稀）
自稱「箱根温泉源泉之主」的幼女，箱根七精之一。由於長年沉睡於源泉，故不僅力量微弱，相貌也如同小孩一般。這次由於冬哉不慎掉在祠堂的饅頭而甦醒。是結緣之神。
冬哉（聲：村田太志）
姓氏為「臼井」，戴著眼鏡的高中男生。家裡經營溫泉饅頭店。
宮（聲：桑原由氣）
箱根七精之一，宮下溫泉的精靈，是服從之神。
榛名（聲：M・A・O）
冬哉的青梅竹馬，老牌旅館「春秋莊」的女兒。冬哉稱其為「榛名姐」。
亞季（聲：朝井彩加）
榛名的妹妹。
強羅（聲：悠木碧）
箱根二十湯的新精靈之一。來自鄉羅温泉的精靈。
蘆之湖（聲：竹達彩奈）
箱根二十湯的新精靈之一。來自蘆之湖温泉的精靈。

## 出版漫畫
| 集數 | G-Mode         | G-Mode                 |
| 集數 | 發售日期       | ISBN                   |
| ---- | -------------- | ---------------------- |
| 1    | 2013年11月12日 | ISBN 978-4-593-85760-9 |
| 2    | 2014年4月12日  | ISBN 978-4-593-85774-6 |

## 電視動畫

### 製作人員
- 監督、角色設計：柳瀨雄之
- 劇本：友永コリエ、村上桃子
- 美術監督：永吉幸樹
- 美術設定：佐藤正浩、藤瀨智康
- 色彩設計：小鹿繪里
- 攝影監督：
- 音樂：石川智久
- 音響監督：小泉紀介
- 執行製作人：鈴木公尚、村田淳司、工藤智美、成毛克憲、曾我秀忠、出口雅史、福田順、鈴木脩一、大和田豐
- 製作人：松橋厚至
- 動畫製作：旭Production、PRODUCTION REED
- 製作著作：©2015 由伊大輔/COMIC流星/小箱根製作委員會

### 主題曲
片頭曲
作詞：中村彼方，作曲：俊龍，主唱：petit milady

### 各話列表
| 話數 | 日文標題 | 中文標題           | 分鏡     | 演出     | 作畫監督 |
| ---- | -------- | ------------------ | -------- | -------- | -------- |
| 1話  |          | 小箱根降臨！       | 柳瀨雄之 | 柳瀨雄之 | 柳瀨雄之 |
| 2話  |          | 小箱根與秘密箱子   | 柳瀨雄之 | 大藪恭平 | 津雄健德 |
| 3話  |          | 小箱根與箱子貓咪   | 柳瀨雄之 | 大藪恭平 | 飯飼一幸 |
| 4話  |          | 小箱根與觀光大使   | 柳瀨雄之 | 大藪恭平 | 松本弘   |
| 5話  |          | 小箱根與箱根大人   | 柳瀨雄之 | 大藪恭平 | 關口雅浩 |
| 6話  |          | 小箱根與宮         | 柳瀨雄之 | 大藪恭平 | 飯飼一幸 |
| 7話  |          | 小箱根與溫泉池     | 柳瀨雄之 | 大藪恭平 | 關口雅浩 |
| 8話  |          | 小箱根與地獄谷     | 柳瀨雄之 | 柳瀨雄之 | 柳瀨雄之 |
| 9話  |          | 小箱根與玉池       | 柳瀨雄之 | 大塚隆寬 | 森下昇吾 |
| 10話 |          | 小箱根與強羅公園   | 柳瀨雄之 | 柳瀨雄之 | 柳瀨雄之 |
| 11話 |          | 小箱根與鐵甲船     | 柳瀨雄之 | 大塚隆寬 | 柳瀨雄之 |
| 12話 |          | 小箱根與新溫泉精靈 | 柳瀨雄之 | 柳瀨雄之 | 柳瀨雄之 |
| 13話 |          | 小箱根與新的日常   | 柳瀨雄之 | 柳瀨雄之 | 柳瀨雄之 |

## 外部連結
- 温泉幼精小箱根｜COMIC 流星 （页面存档备份，存于） （日語）
- 温泉幼精小箱根｜電視動畫官方網站 （日語）